# Скандалът
„Скандалът“ е албум на Милена Славова, издаден през 1993 година.

## Списък на песните
1. К'во от т'ва
2. Ад
3. Дай ми
4. Тъпота
5. Петък 13-и
6. Ох
7. Робърт
8. Училище
9. Пари
10. Защо
11. Ох (ремикс)
12. Училище (ремикс)